# Fabián Cancelarich
Fabián Oscar Cancelarich (* 30. Dezember 1965 in Santa Fe; † 14. Mai 2024 in Buenos Aires) war ein argentinischer Fußballspieler und -trainer. Der Torhüter, auf Vereinsebene lange Zeit für Ferro Carril Oeste aktiv, nahm mit der Nationalmannschaft seines Heimatlands an der Fußball-Weltmeisterschaft 1990 in Italien teil.

## Karriere

### Vereinskarriere
Fabián Cancelarich, geboren 1965 in Santa Fe, begann mit dem Fußballspielen in Argentiniens Hauptstadt Buenos Aires beim Verein Ferro Carril Oeste, wo er 1986 in die erste Mannschaft aufgenommen wurde. Bei Ferro Carril Oeste erlebte der Torhüter die erfolgreichste Zeit des Vereins, der in den 1980er-Jahren seine einzigen beiden nationalen Meisterschaften holte und damals mit Spielern wie etwa Oscar Garré, Héctor Cúper oder Gustavo Acosta eine durchaus konkurrenzfähige Mannschaft stellte. Cancelarich stand zwischen 1986 und 1992 in 189 Ligaspielen im Tor von Ferro Carril Oeste, ehe er den Verein in Richtung Belgrano Córdoba verließ.
Bei Belgrano spielte Cancelarich von 1992 bis 1993 und begann dort eine gewisse Vereinsodyssee, die ihn in vier Jahren zu vier verschiedenen Vereinen in fünf Stationen brachte, wo er jeweils maximal ein Jahr blieb. So reihten sich die Klubs Newell’s Old Boys, erneut Belgrano, Los Millonarios in Kolumbien sowie CA Huracán wieder in Argentinien in seine Aktivitätsliste ein. Nach einem einjährigen Engagement bei Huracán ging Cancelarich für zwei Jahre zu CA Platense, einem argentinischen Traditionsverein, der aber längst in die Unterklassigkeit abgeglitten war.
Nach zwei Jahren bei Platense kehrte Fabián Cancelarich 1999 zu Ferro Carril Oeste zurück und machte in einer Saison vierzehn Ligaspiele für den Verein. In der Folge spielte er noch vier Jahre lang von 2000 bis 2004 bei Central Córdoba de Rosario, ehe er seine aktive Laufbahn 2004 im Alter von 39 Jahren beendete.

### Nationalmannschaft
Fabián Cancelarich machte in seiner Fußballerkarriere kein einziges Länderspiel für sein Heimatland. Dennoch wurde er von Nationaltrainer Carlos Bilardo in den argentinischen Kader für die Weltmeisterschaft 1990 in Italien berufen. Zunächst war er dritter Keeper hinter Nery Pumpido und Sergio Goycochea; als sich Pumpido im zweiten Turnierspiel schwer verletzte und durch den nachnominierten Ángel Comizzo ersetzt wurde, rückte Cancelarich zur Nummer zwei hinter Goycochea auf. Auch nach der Weltmeisterschaft kam Cancelarich nicht an anderen Akteuren auf seiner Position vorbei und blieb weiter ohne Einsatz im Nationalteam, wenngleich er an der Copa América 1991, die siegreich gestaltet werden konnte, wie auch am ebenfalls gewonnenen König-Fahd-Pokal 1992 wiederum als dritter Torhüter teilnahm.

## Erfolge
- Vize-Weltmeister: 1×

1990 mit Argentinien
- Copa América: 1×

1991 mit Argentinien
- FIFA-Konföderationen-Pokal: 1×

1992 mit Argentinien